# Квадра (острів)

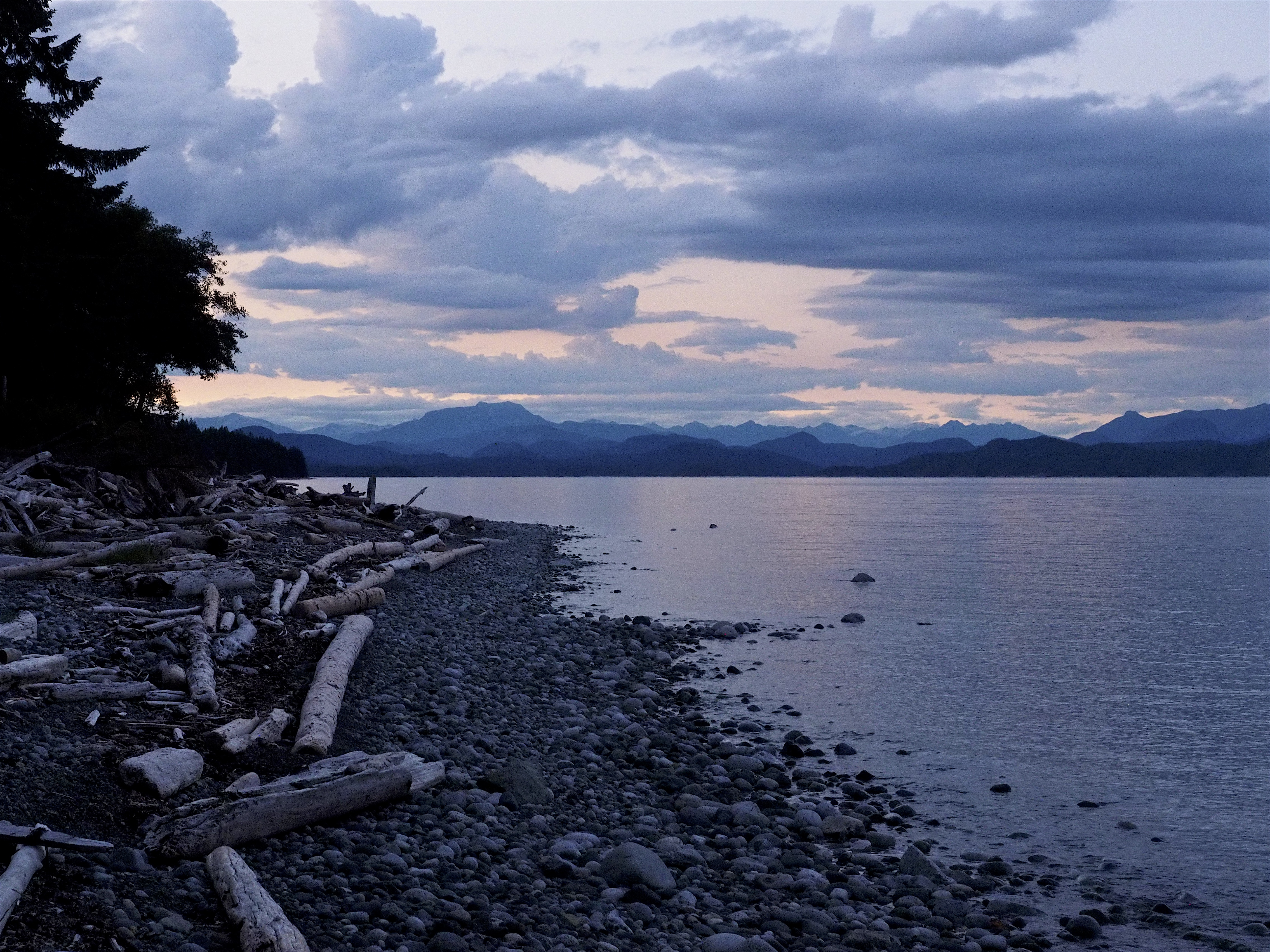
Looking up Sutil Channel, Quadra Island.jpg

Це один із більших островів у Східному Проліві, що розташований на заході Канади, біля заходу української провінції Британська Колумбія. Острів розташований на північ від Ванкувера, поруч із Ванкувер-Айленд і Габріола-Айленд. Острів оточений живописними водами та заселений густим лісом, що робить його популярним місцем для туризму та активного відпочинку.
Однією з головних особливостей Квадра-Айленда є її природне розмаїття, включаючи гори, ліси, пляжі і прозорі озера. Острів також служить домівкою для різноманітних видів дикої природи, включаючи орлів, лосів та морських ссавців. Основні населені пункти на острові включають Квадра і Херіот Бей, а дороги та стежки дозволяють відвідувачам насолоджуватися природною красою і великими можливостями для різних видів активностей.